# 池田力也
池田 力也（いけだ りきや）は、日本の元俳優、スーツアクター、殺陣師。大野剣友会に所属していた。
2012年から映像コンテンツ権利処理機構に連絡のとれない権利者として掲載されている。

## 出演作品

### スーツアクト（スタント）
- 柔道一直線
- 仮面ライダー
- 仮面ライダーV3
- 仮面ライダーX
- 仮面ライダーアマゾン
- 仮面ライダーストロンガー
- 全員集合!7人の仮面ライダー!!
- 超人バロム・1
- 変身忍者 嵐
- イナズマン、イナズマンF
- 秘密戦隊ゴレンジャー
- 宇宙鉄人キョーダイン ※殺陣師
- 大鉄人17
- UFO大戦争 戦え！レッドタイガー
- スターウルフ

### テレビドラマ
- プレイガール（1969年、12ch）
- 江戸川乱歩シリーズ 明智小五郎 第16話「怪人二十面相 悪魔の燈台」（1970年、12ch）
- どっこい大作 第28話「ドン! とやるぞ!!」（1973年、NET） - 若い衆
- 刑事くん（1974年、TBS）
- 白い牙（1974年、NTV）
  - 第2話「東京無宿・有光洋介」
  - 第8話「刺客請負・有光洋介」
  - 第12話「ピエロの泪」
  - 第13話「トランペットは子守唄がお好き」
- 大鉄人17（1977年、TBS）
- 5年3組魔法組（1977年、テレビ朝日） - 赤鬼
- 黄金の日日（1978年、NHK） - 水夫（暗がりでほとんどわからない）
- 大追跡 第14話「大逆転」（1978年、NTV）
- 俺たちは天使だ!第7話「運が悪けりゃ現行犯」（1979年、NTV）
- 警視-K 第1話「そのしあわせ待った!」（1980年、NTV）

### 映画
- ボクサー